# جون جيمس كينلي
جون جيمس كينلي (سبتمبر 1925 ـ مايو 2012) مهندس كندي وصاحب مصانع وقائمة بمحافظي ليفتينانت في نوفا سكوشا من عام 1867 حتى الآن الحاكم رقم 29 اليفتينانت لنوفا سكوشا منذ الاتحاد الكونفدرالي.
تم تعيين كينلي من قبل الحاكم العام باستشارة رئيس الوزراء، جين كريتين، في مايو1994، حيث تم تنصيبه في احتفال عام بمركز التجارة والمؤتمرات العالمي بمدينة هاليفاكس، نوفا سكوشا في 23 يونيو 1994. وحلف اليمين الدستورية أمام الوزير الأول جون سافاج، ورئيس المحكمة العليا لورن كلارك، والممثلين الفيدراليين للحاكم العام رامون ناتيشن.
تخرج كينلي من جامعة دالهاوسي، الكلية الفنية بنوفا سكوشا، ومعهد ماساتشوستس للتقنية. وقد مارس الهندسة الفنية في مجال التجارة والمجتمع لأكثر من 50 عامًا أثناء تقلده لمناصب تنفيذية بشركة لونينبورج المحدودة للمسبوكات والهندسة، وقطاع السكك الحديدية البحرية في لونيبورغ. وقد كان الرئيس الشرفي لفرع نوفا سكوشا للمصنعين والمصدرين الكنديين، ورئيسًا سابقًا لجمعية التجارة البحرية بنوفا سكوشا، ومديرًا سابقًا لشركة المسبوكات الكندية.
خدم كينلي في عدد من المكاتب العسكرية. فقد عمل في القوات البحرية التجارية الكندية والقوات البحرية الكندية الملكية وفي الاحتياطي البحري الكندي ثم تقاعد كقائد ملازم في 1958. وكان رئيس الفرع #23، الفَيلَق الكندي الملكي في لونينبورج، ورئيسًا سابقًا للرابطة البحرية بكندا، والعقيد الفخري للسرب الهندسي الجوي #14 والقوات الجوية الكندية وفرقة نوفا سكوشا الغربية. وتم تعيينه الرئيس الأعلى الأول لقيادة نوفا سكوشا، الفَيلَق الكندي الملكي.
أقام كينلي فترة طويلة في لونينبورج مع زوجته جريس إليزابيث كينلي وأنجب منها بولا، وبيتر، وإدوارد، وشونا، وله من الأحفاد أحد عشر حفيدًا.

## مظاهر التكريم
- ميدالية جون كينيدي، معهد الهندسة في كندا
- الميدالية الذهبية المئوية، 100 سنة من التكنولوجيا، الجامعة الفنية بنوفا سكوشا (TUNS) وجامعة دالهاوسي، 2007
- عضو أول مؤتمر دراسة لدوق إدنبرة عن «المشاكل الإنسانية للمجتمعات الصناعية في إطار الكومنولث والإمبراطورية» أكسفورد في عام 1956، وحضر اجتماع الذكرى الخمسين في قصر بكنغهام، لندن، مايو 2006.
- زميل معهد الهندسة في كندا
- زميل الأكاديمية الكندية للمهندسين
- زميل الجمعية الكندية للمهندسين
- دكتوراه فخرية في الهندسة، جامعة دالهوزي 1995
- قائد أعلى لوسام الشرف الملكي النرويجي
- فارس النعمة، وفارس الحق، ونائب راهب دير سانت جون في القدس

## وصلات خارجية
- John James Kinley at The Canadian Encyclopedia